# مكتبة سينمائية

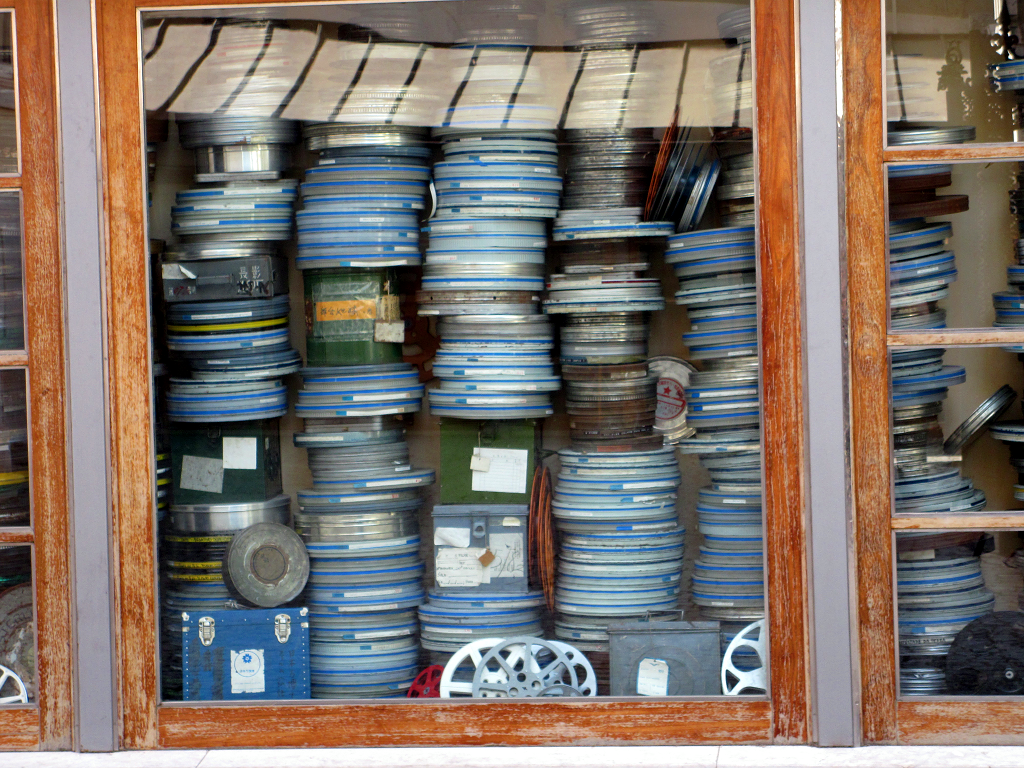
بكرات افلام في مكتبة سينمائية في البرتغال

المكتبة السينمائية  هي عبارة عن أرشيف افلام و مواد متعلقة بأماكن العرض السينمائي تشابه المكتبة العامة. المكتبة السينمائية مسؤولة عن حفظ و توفير الارث الفني للعامة.و المكتبة السينمائية لديها دار عرض افلام واحدة لعرض مجموعة من الافلام المحلية و العالمية.

## اشهر المكتبات السينمائية
في المغرب في طنجة توجد مكتبة سينمائية تدعى سينماتك طنجة